# Lenie Leignes Bakhoven
Helena Cornelia "Lenie" Leignes Bakhoven (Brielle, 12 augustus 1910 – Zwolle, 13 april 1996) was een Nederlands verzetsstrijder en predikante. Ze was de eerste vrouwelijke predikant in de gemeente Borne. Op 13 oktober 1997 ontving zij postuum de Yad Vashem-onderscheiding voor haar verzetswerk.

## Predikante
Leignes Bakhoven was bijna veertig jaar predikante en had in die tijd theologische verschuivingen. Ze begon als religieus socialiste en ging via vrijzinnig om uiteindelijk ergens in het midden van het doopsgezinde spectrum uit te komen.

## Oorlogsjaren
In 1939 was ze de opzichter van huis Fredeshiem waar zo'n 40 half-joodse kinderen verbleven. Na haar werk in Steenwijk verhuisde ze naar Borne waar ze de eerste vrouwelijke predikant was. Ze verhuisde samen met Olga Pollak en Erika Singer, de latere Duitse hoogleraar natuurkunde Anselm Citron bij zich in huis (huidig Marktplein 2 in Borne). Naast verscheidene onderduikers op zolder had Leignes Bakhoven ook legale bewoners. Zij wisten niets van de onderduikers op zolder. Daarnaast was haar pastorie een doorganghuis voor de ondergrondse en werden er allerlei illegale activiteiten besproken en gepland. Een kamer van het huis was geconfisqueerd door een Duitse officier en zijn adjudant.

## Emeritaat
Ze ging in 25 juni 1972 met vervroegd emeritaat vanwege gezondheidsredenen en trouwde in 1976. Ze overleed na een ziekbed in verzorgingstehuis de Venus te Zwolle.
Leignes Bakhoven wordt onder andere beschreven in het boek 'Bloembollen voor Westerbork' door Alle Hoekema en in 'Sober en nijver, geschiedenis van doopsgezinde families in Borne' door Anette Evertzen.